# Abaújkér
Abaújkér (hongrois : Abaújkér [ˈɒbɒuːjkɛːr]) est une localité hongroise située dans le comitat de Borsod-Abaúj-Zemplén. Le village possède un hameau distinct, Aranyospuszta, situé à environ 3 kilomètres à l'est du centre de la localité.

## Nom et attributs

### Toponymie
Le nom d'Abaújkér pourrait être lié à la tribu Kér, qui s'établit dans la région lors de la conquête hongroise (honfoglalás). La localité est mentionnée pour la première fois dans un document de 1215 sous la forme « Quer », puis en 1252 sous le nom de « Ker ». Son appellation actuelle, Abaújkér, date de 1905.

## Site et localisation

### Topographie et hydrographie
Abaújkér est située dans le Massif du Nord (Északi-középhegység), entre les monts Cserehát et le Zemplén, dans la vallée de la rivière Hernád, à environ 50 kilomètres au nord-est du chef-lieu du comitat, Miskolc.

## Histoire
À l'époque de la conquête hongroise (honfoglalás), la région servait de territoire d'installation à la tribu Kér, d'où le village pourrait tirer son nom.
Le premier document écrit mentionnant la localité date de 1215, où elle apparaît sous le nom de « Quer ». En 1252, son nom est orthographié « Ker ».
Un document de 1315 indique qu'Abaújkér était à l'époque limitrophe de Szántó et mentionne également des vignobles.
Une charte de 1326 fait référence à une grande route reliant le village à Rátka.
Jusqu'au XVe siècle, le village appartenait à la famille Kéri. Durant l'occupation ottomane de la Hongrie, le village fut abandonné et ne retrouva une population qu'au XVIIIe siècle. À cette époque, deux villages distincts se formèrent : Alsókér et Felsőkér, qui passèrent sous la propriété de la famille Bárczay.
Les deux villages furent réunis au début du XIXe siècle, et la localité adopta son nom actuel, Abaújkér, en 1905.

## Population

### Minorités culturelles et religieuses
Selon le recensement de 2001, la population de la localité était exclusivement hongroise.
Lors du recensement de 2011, 92,2 % des habitants se déclaraient hongrois, 15,5 % roms, 0,3 % allemands et 4,9 % ukrainiens (7,2 % n'ont pas déclaré d'appartenance ethnique, et les identités multiples pouvant être déclarées, le total dépasse 100 %).
En 2022, 86,8 % des habitants se déclaraient hongrois, 6,2 % roms, 1,2 % slovaques, 0,7 % allemands, 0,4 % ukrainiens, 0,2 % croates, 0,2 % roumains, et 0,9 % d'une autre nationalité étrangère. 12,3 % des habitants n'ont pas souhaité répondre à la question de l'appartenance ethnique.
Concernant l'appartenance religieuse, 31,9 % de la population se déclarait catholique romaine, 16,9 % réformée, 4,3 % catholique grecque, 4,8 % sans confession, tandis que 42,1 % n'ont pas répondu à cette question.

## Équipements

### Réseaux extra-urbains
Le principal axe routier desservant la localité est la route nationale 39, qui permet de rejoindre Encs, ainsi que la région de Tokaj via Abaújszántó. Abaújkér est également reliée par la route 3705 à Erdőbénye et Tolcsva, par la route 3713 à Gönc, et par la route 3714 à Boldogkőváralja. Le hameau d'Aranyospuszta est situé à proximité du carrefour des routes 3705 et 3714 et est accessible par une route secondaire.
Le transport en commun routier est assuré par les bus de Volánbusz.
La localité est desservie par la ligne ferroviaire Szerencs–Hidasnémeti, qui dispose d'un arrêt à Abaújkér. Cet arrêt est situé à la lisière nord-ouest du village, à proximité immédiate du passage à niveau de la route 39, à moins de 100 mètres du carrefour des routes 39, 3705 et 3713.

## Patrimoine local
Le château Bárczay, construit au XVIIIe siècle dans un style rococo, fut érigé par la famille Bárczay. Ce bâtiment de plain-pied, à plan rectangulaire, est coiffé d'un toit mansardé, caractéristique de l'architecture de l'époque.
L'église réformée, édifiée entre le XIIIe et le XIVe siècle, présente un style architectural mêlant des éléments tardo-romans et pré-gothiques. Elle fut remaniée en 1858 et restaurée en 1926. Sur la façade sud de la nef, on distingue encore quatre fenêtres romanes et deux grandes fenêtres ogivales. Lors de la dernière restauration, les archéologues ont découvert le portail roman d'origine ainsi que des vestiges de peintures ornementales.
L'église catholique romaine Saint-Pierre-et-Saint-Paul, construite dans un style baroque tardif, fut édifiée entre 1812 et 1823. Son clocher fut ajouté ultérieurement, en 1833. Une autre église, la chapelle catholique romaine Notre-Dame des Sept-Douleurs, est située dans le hameau d'Aranyospuszta.
Parmi les autres monuments notables, on trouve le clocher de la Pentecôte, ainsi que le château Halmos, qui témoigne également du passé aristocratique de la région. Le patrimoine naturel est représenté par des formations rocheuses remarquables, telles que la roche du Sphinx et les rochers en nid d'abeille d'Ördög-szikla, qui présentent un intérêt géologique.
Enfin, le hameau d'Aranyospuszta abrite la maison commémorative de József Simándy, un hommage au célèbre ténor hongrois, qui marque son attachement à la région.

## Cultes
Selon le recensement de 2001, 58,5 % des habitants étaient catholiques romains, 17,5 % réformés et 8,5 % catholiques grecs. 15,5 % de la population ne se revendiquait d'aucune confession ou n'avait pas répondu à la question.
En 2011, la répartition était la suivante : 49,6 % catholiques romains, 19,5 % réformés, 8,6 % catholiques grecs, 3,1 % sans confession (18,6 % n'ont pas déclaré d'appartenance religieuse).

### Église catholique romaine
La paroisse d'Abaújkér fait partie du doyenné de Gönc, rattaché à l'archidiocèse d'Eger, au sein de l'archiprêtré d'Abaúj-Zemplén. Son église paroissiale est placée sous le patronage de Saint Pierre et Saint Paul. Les registres paroissiaux catholiques y sont tenus depuis 1861.

### Église réformée
La Réforme protestante est apparue dans la localité au XVIe siècle. Dès le milieu du siècle, les réformés utilisaient déjà l'ancienne église de style roman. La paroisse appartient au district réformé de Haute-Tisza, dans le doyenné réformé d'Abaúj, en tant que communauté indépendante.

### Église catholique grecque
Abaújkér est une paroisse affiliée (filia) à la paroisse d'Abaújszántó, au sein de l'exarchat de Miskolc.

### Église évangélique
Les habitants de confession évangélique sont rattachés à la paroisse missionnaire Tállya-Abaújszántó-Tokaj-Sátoraljaújhely, relevant du diocèse évangélique de Borsod-Heves, au sein de l'Église évangélique de la région Nord.

## Jumelages
| Ville | Ville     | Pays | Pays      |
| ----- | --------- | ---- | --------- |
|       | Perín (d) |      | Slovaquie |

## Personnalités liées à la localité
Parmi les figures notables associées à Abaújkér, on trouve Oszkár Bárczay (1846–1898), héraldiste et chambellan impérial et royal. Un autre membre de la famille Bárczay, János Bárczay (1900–1985), fut propriétaire terrien, conseiller économique et député au Parlement hongrois.
Le village est également lié à plusieurs intellectuels et écrivains. Lajos Baráth (1935–2006) était un écrivain reconnu. Quant à János Hanák (1812–1849), il fut prêtre piariste, professeur et zoologiste, ainsi que membre correspondant de l'Académie hongroise des sciences.
Enfin, Abaújkér est le lieu de naissance de Alma Klára Mária Soltész (née le 18 décembre 1895), mère de l'actrice hongroise Zita Perczel.